# Antônio da Silva Prado, barão de Iguape
Antônio da Silva Prado, primeiro barão com grandeza de Iguape (São Paulo, 13 de junho de 1778 — 17 de abril de 1875).
Foi um cafeicultor e político brasileiro, chegando a assumir o cargo de vice-presidente da Província de São Paulo.
Era filho do capitão Antônio da Silva Prado e de Ana Vicência Rodrigues de Almeida.
Foi capitão-mor de São Paulo, vice-presidente da mesma província, comendador da Imperial Ordem de Cristo e oficial da Imperial Ordem da Rosa. Elevado a barão por decreto de 12 de outubro de 1848 e grandeza recebida aos 2 de dezembro de 1854, pelos relevantes serviços que prestou à causa pública. O título faz referência à cidade homônima.

## Descendência
A 10 de agosto de 1838, em São Paulo, casou-se com Maria Cândida de Moura, com quem teve:
- Veríssimo Antonio da Silva Prado, que se casou com Ana Vicência da Silva Prado e viúvo, com  Elisa da Silva Prado
- Veridiana Valéria da Silva Prado, (São Paulo, 11 de fevereiro de 1825 — 11 de junho de 1910), que se casou com Martinho da Silva Prado			
  - Teve um neto homônimo, conselheiro Antônio da Silva Prado, que foi intendente de São Paulo.